# Carlo Guala
Carlo Guala (Vercelli, 8 luglio 1836 – Roma, 4 aprile 1926) è stato un prefetto, magistrato e politico italiano.
Entra nel 1859 nell'amministrazione dell'interno, volontario nell'Intendenza di finanza, promosso successivamente impiegato e consigliere aggiunto. Passato all'amministrazione dell'interno è stato commissario straordinario del comune di Napoli e prefetto a Como e Firenze. Entrato al Consiglio di stato, è stato consigliere e presidente di sezione.